# Ivo Sajh
Ivo von Sajh-Scheich, slovenski nogometaš in trener, * 21. januar 1953, Ljubljana.
Sajh je nekdanji nogometaš, ki je igral na položaju napadalca. Mladinsko kariero je začel pri Slovanu, toda leta 1971 je moral končati kariero zaradi poškodbe kolena, kasneje se je preusmeril v futsal. Po končani karieri je deloval kot trener pri Beltincih ter več tujih klubih in reprezentancah. 